# Tzv. Krajina uoči Oluje
Tzv. Krajina uoči Oluje je hrvatski dokumentarni film. Nastao je prikupljanjem videozapisa koje su snimili pobunjeni Srbi, pobunjenici i njihova televizija, neposredno prije hrvatske oslobodilačke vojno-redarstvene operacije Oluja, a koje su hrvatske snage pronašle u kućama i uredima koje su koristili dužnosnici tzv. Republike Srpske Krajine. Film govori o planskoj evakuaciji i iseljavanju stanovništva koje je organizirala vojska tzv. Republike Srpske Krajine prije Oluje. Iz skupljenih videozapisa jasno je da hrvatska pobjednička vojska nije ta koja je organizirala egzodus srpskog stanovništva, nego je vlast pobunjenih Srba bila ta koja je organizirala bijeg iz kuća civilnog stanovništva prije početka Oluje, odnosno izvršila evakuaciju civilnog stanovništva iz gradova Knina, Benkovca, Gračca, Obrovca i okolnih sela. U prostoru koji je kontrolirala vlast pobunjenih Srba ostala je Vojska koju je za vrijeme Oluje porazila Hrvatska vojska.